# 草湾站
草湾地铁站（芬蘭語：Ruoholahden metroasema），是芬兰赫爾辛基地鐵的地下车站。该站为赫尔辛基中心城区西港区的草湾小区服务。M1和M2线均停靠此站。该站曾在超过24年为赫尔辛基地铁的最西端车站，2017年11月18日西线地铁开通时才被马蒂村站取代。
该站开通于1993年8月16日，位于康皮站西边1.2公里、轮渡岛站东边2.2公里处。

## 图集

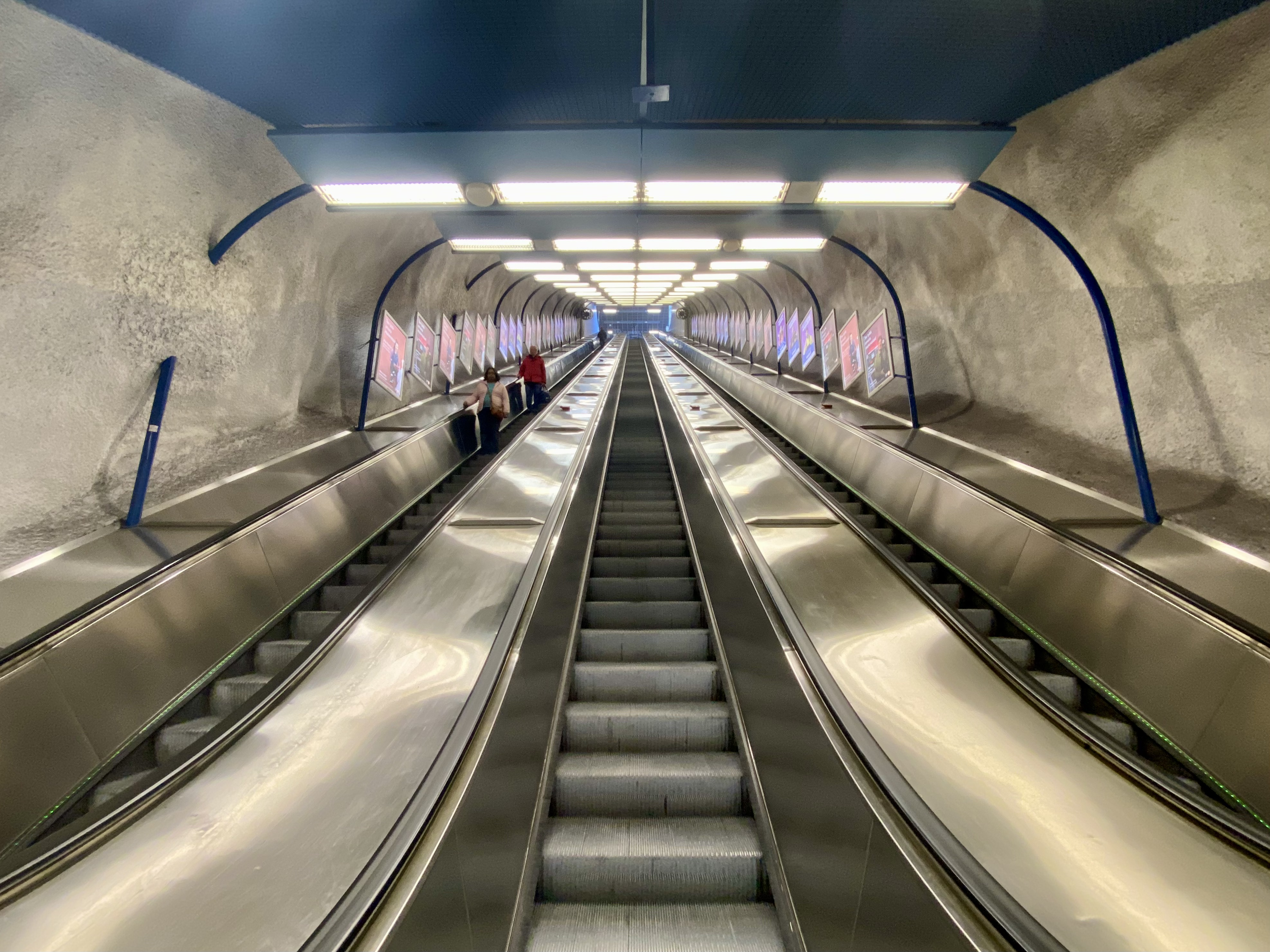
扶梯
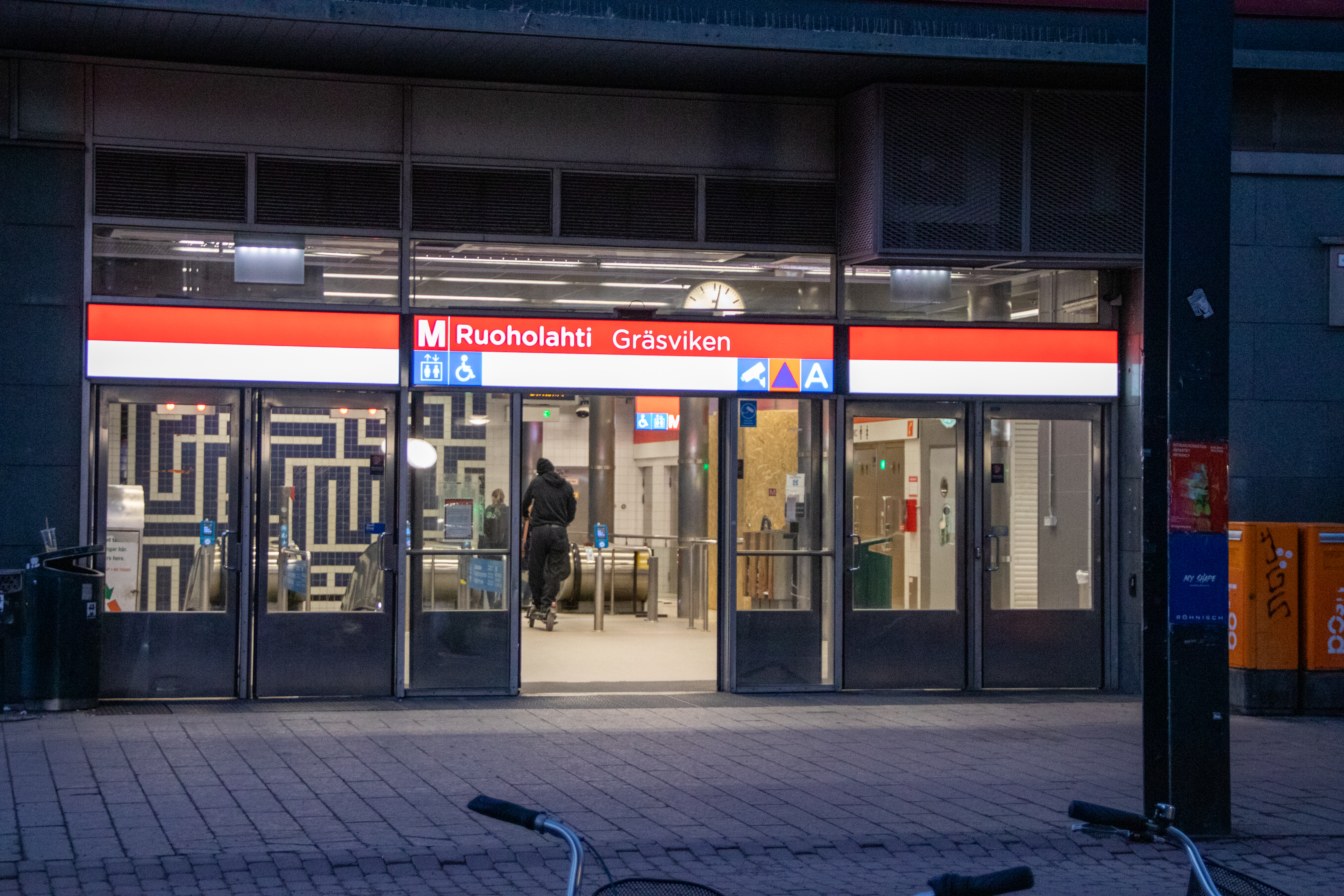
入口